# Orfilea ankafinensis
Orfilea ankafinensis är en törelväxtart som först beskrevs av Henri Ernest Baillon, och fick sitt nu gällande namn av Radcl.-sm. och Rafaël Herman Anna Govaerts. Orfilea ankafinensis ingår i släktet Orfilea och familjen törelväxter. Inga underarter finns listade i Catalogue of Life.